# Diploechiniscus oihonnae
Genre
Espèce
Synonymes
- Echiniscus oihonnae Richters, 1903
- Echiniscus multispinosus da Cunha, 1944

Diploechiniscus oihonnae, unique représentant du genre Diploechiniscus, est une espèce de tardigrades de la famille des Echiniscidae. 

## Distribution
Cette espèce se rencontre en Europe, du Portugal à la Norvège dont l'Italie, la Suisse, l'Allemagne, la Grande-Bretagne, la Suède et la Finlande. Sa présence est incertaine en Amérique du Nord, en Extrême-Orient et en Australie.

## Publications originales
- Richters, 1903 : Nordische  Tardigraden. Zoologisher Anzeiger, vol. 28, no 5, p. 168-‐172 (texte intégral).
- Vicente, Fontoura, Cesari, Rebecchi, Guidetti, Serrano & Bertolani, 2013 : Integrative taxonomy allows the identification of synonymous species and the erection of a new genus of Echiniscidae (Tardigrada, Heterotardigrada). Zootaxa, no 3613 (6), p. 557-572.